# Pháp quyền

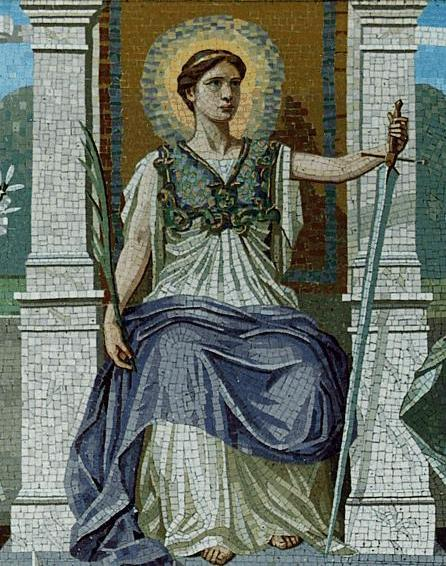
Một bức tranh khảm đại diện cho cả khía cạnh tư pháp và lập pháp của luật pháp. Người phụ nữ trên ngai vàng cầm kiếm để trừng phạt người có tội và một cành cọ để thưởng cho người đáng khen. Một vầng hào quang bao quanh đầu cô và tấm áo–khiên của Minerva biểu thị cho "áo giáp" của sự ngay thẳng và trí tuệ.

Pháp quyền hay Pháp trị (tiếng Anh: rule of law nghĩa đen: sự thống trị của pháp luật) là một triết lý chính trị mà theo đó, mọi công dân và thể chế trong một quốc gia, nhà nước, hoặc cộng đồng đều phải chịu trách nhiệm trước pháp luật như nhau, bao gồm cả các nhà lập pháp và các nhà lãnh đạo. Sự pháp quyền được định nghĩa trong Bách khoa toàn thư Britannica là "cơ chế, quy trình, thể chế, thông lệ hoặc quy phạm ủng hộ sự bình đẳng của mọi công dân trước pháp luật, đảm bảo một hình thức chính phủ không toàn quyền quyết định và nói chung là ngăn chặn việc sử dụng quyền lực một cách tùy tiện." Thuật ngữ pháp quyền có liên quan chặt chẽ với chủ nghĩa hợp hiến cũng như Rechtsstaat và đề cập đến một tình huống chính trị, chứ không liên quan đến bất kỳ quy tắc pháp lý cụ thể nào.
Việc sử dụng cụm từ này bắt nguồn từ nước Anh vào thế kỷ thứ 16. Vào thế kỷ sau đó, nhà thần học người Scotland Samuel Rutherford đã sử dụng nó để lập luận chống lại quyền lực thần thánh của các vị vua. John Locke đã viết rằng tự do trong xã hội có nghĩa là chỉ tuân theo luật do một cơ quan lập pháp đưa ra và áp dụng đối với tất cả mọi người, không bị chính phủ và tư nhân áp đặt hạn chế đối với quyền tự do. "Pháp quyền" tiếp tục được phổ biến rộng rãi vào thế kỷ 19 bởi nhà luật học người Anh A. V. Dicey. Tuy nhiên, nguyên tắc này, thậm chí là cả cụm từ này, đã được các nhà tư tưởng cổ đại công nhận. Aristotle đã viết: "Đúng ra là luật nên là thứ cai quản thay vì bất kỳ công dân nào."
Sự pháp quyền ngụ ý rằng mọi người đều phải tuân theo pháp luật, bao gồm cả những người là nhà lập pháp (nhà làm luật), quan chức thực thi pháp luật, và thẩm phán. Với nghĩa này, nó trái ngược với chế độ chuyên chế hoặc đầu sỏ, nơi mà những nhà lãnh đạo được đặt lên trên luật pháp.

## Khái niệm
Pháp quyền là vị thế pháp lý hay một hệ thống thể chế, nơi mỗi người đều phải phục tùng và tôn trọng luật pháp, từ cá nhân đơn lẻ cho tới cơ quan công quyền. Pháp quyền do đó liên hệ chặt chẽ với sự tôn trọng trật tự thứ bậc của các quy phạm, tôn trọng sự phân chia quyền lực và tôn trọng các quyền căn bản.
Một nhà nước pháp quyền hình thức cộng hòa trong đó nhà nước xây dựng nên pháp luật để quản lý xã hội và tự đặt mình dưới pháp luật. Mọi cơ quan Nhà nước đều phải được tổ chức và chỉ được phép hoạt động trong khuôn khổ quy định của pháp luật. Công dân tuân thủ, thi hành và sử dụng pháp luật. Quyền công dân được pháp luật ghi nhận và bảo vệ. Trong một nhà nước pháp quyền, ba ngành lập pháp, hành pháp và tư pháp độc lập với nhau. Vai trò của tòa án được đề cao. Điều kiện để có một nhà nước pháp quyền là phải có một hệ thống pháp luật hoàn chỉnh, đồng bộ, phù hợp và kịp thời. Điều này đòi hỏi công tác xây dựng pháp luật và pháp điển hóa không ngừng được thực hiện. Nhà nước pháp quyền dựa trên nguyên tắc dân chủ. Dân chủ là nền tảng để hoàn chỉnh pháp luật. Pháp luật là công cụ để bảo vệ quyền công dân.
Một nhà nước pháp quyền là nhà nước nơi những người được ủy giao trọng trách thông qua phiếu bầu phải có trách nhiệm với những luật lệ mà họ ban ra. Lý thuyết phân quyền của Montesquieu vốn là nền tảng cho phần lớn Nhà nước phương Tây hiện đại khẳng định sự phân chia 3 quyền (lập pháp, hành pháp và tư pháp) và những giới hạn của 3 thứ quyền lực này. Trong mô hình dân chủ nghị viện, quyền lập pháp (Nghị viện) hạn chế quyền lực của phía hành pháp (Chính phủ) nên chính phủ không thể tự do hành động theo sở thích của mình và phải luôn có được sự hậu thuẫn của Nghị viện, nơi thể hiện ý chí và nguyện vọng của dân chúng. Cũng như thế, tư pháp cho phép tạo ra sự đối trọng đối với một số quyết định của chính phủ. Khi ba nhánh quyền lực được phân chia, mỗi nhánh đều muốn và tìm cho mình những quyền lực mới để mở rộng quyền lực cho mình. Khả năng của mỗi nhánh quyền lực mở rộng là khác nhau, như vậy sự mất cân bằng trong ba nhánh quyền lực sẽ bị lệch và đi tới thoái hóa pháp quyền.
Như vậy, một nhà nước pháp quyền đối lập với các thể chế quân chủ tuyệt đối với thứ quyền lực thần thánh (Trong các chế độ trước, hoàng đế có quyền lực tối thượng, giống như Louis XIV đã từng nói: Ta chính là Nhà nước) và cũng đối lập với các thể chế độc tài, nơi chính quyền hành động bất chấp các quyền căn bản. Pháp quyền cũng không đòi hỏi tất cả luật pháp đều phải là luật thành văn. Ví dụ như Hiến pháp Anh Quốc, dựa trên các tập quán là chủ yếu. Trong trường hợp như thế, những người được giao phó quyền lực phải tuân thủ luật pháp thep tập quán với sự tôn trọng các quyền căn bản tương tự như trong hệ thống luật thành văn.
Đối lập với nhà nước pháp quyền là nhà nước độc tài. Chính sách dứt khoát của các chính quyền đó là nhà nước chiếm hữu các quyền uy vốn có để hành động chỉ dựa trên ý thích của họ mà không bị kiểm tra hay hạn chế, tiêu biểu là sắc lệnh Night and Fog (Đêm tối và Sương mù) của Đức quốc xã. Các chính quyền độc tài thường thành lập lực lượng cảnh sát chìm thường chịu trách nhiệm đối với những luật được ban hành và có thể đàn áp các mối đe dọa với chính quyền nhà nước đó.

## Tổng quan

### Thời kỳ cổ đại
Xixeron coi nhà nước là "một cộng đồng pháp lí", "một cộng đồng được liên kết với nhau bằng sự nhất trí về pháp luật và quyền lợi chung" và ông đã đề xuất nguyên tắc "Sự phục tùng pháp luật là bắt buộc đối với tất cả mọi người".
Xoocrat cho rằng: xã hội không thể vững mạnh và phồn vinh nếu pháp luật hiện hành không được tuân thủ, giá trị của công lí (pháp luật) chỉ có được trong sự tôn trọng pháp luật. Xã hội không thể tồn tại nếu đạo luật bất lực; không tuân thủ pháp luât thì không thể có nhà nước; công dân tuân thủ pháp luật thì nhà nước sẽ vững mạnh và phồn vinh.
Platon đã “nhìn thấy sự sụp đổ của nhà nước ở nơi mà không có pháp luật”. Theo quan điểm của Arixtot "pháp luật cần thống trị trên tất cả" và Hàn Phi Tử rất đề cao pháp trị.

### Thời kỳ cách mạng tư sản
John Locke cho rằng các đạo luật phải khách quan, phải thừa nhận các quyền và tự do cá nhân, phải bảo đảm tính công khai và phải thừa nhận sự phân chia quyền lực nhà nước để tránh sự lạm quyền và tuỳ tiện. Tự do của tôi, có nghĩa là tôi được hành động theo ý nguyện của mình, nếu hành động đó không bị pháp luật cấm.
Theo Montesquieu trong Thuyết phân chia quyền lực: Quyền lực nhà nước phải được phân chia thành 3 nhánh quyền: quyền lập pháp, quyền hành pháp và quyền tư pháp. Các nhánh quyền lực đã được phân chỉ được phép hoạt động trong phạm vi quy định của pháp luật. Giữa các quyền có sự giám sát, chế ước lẫn nhau.
I. Kant cho rằng, con người là chủ thể có ý thức về phẩm giá; con người trong hành vi của mình phải tuân thủ những đạo luật đạo đức; thực chất của tự do là cái bên trong của nhân cách con người; con người có khả năng ứng xử theo mục đích với những cách thức phù hợp. Tuy nhiên, không phải ai cũng sử dụng được tự do cá nhân một cách đúng mức, do đó dễ dẫn đến chuyên quyền. Pháp luật có hiệu lực bắt buộc các cá nhân phải phục tùng ý chí chung. Ông là người đầu tiên đưa ra khái niệm nhà nước pháp quyền, chủ quyền nhân dân chỉ thực hiện được thông qua sự phân chia quyền lực nhà nước: lập pháp, hành pháp, tư pháp.

### Thời kỳ hiện đại
Tại Pháp cũng như Đức, từ đầu thế kỉ 20 Nhà nước pháp quyền được quan niệm như một hình thức tổ chức quyền lực nhà nước đặc biệt, đặt dưới một chế độ luật pháp: trong nhà nước như thế, chính quyền chỉ được sử dụng những phương tiện được ban ra bởi trật tự pháp lý hiện hành, trong khi đó các cá nhân được sử dụng những phương tiện tư pháp để chống lại sự lạm quyền có thể có đến từ chính quyền.
Trung tâm của học thuyết nhà nước pháp quyền, là nguyên tắc theo đó các cơ quan nhà nước chỉ có thể hành động dựa trên một tư cách pháp lý: Mọi hành vi sử dụng sức mạnh vật chất đều phải được căn cứ dựa trên các quy phạm pháp luật. Việc thực thi quyền lực nhà nước được căn cứ bởi thẩm quyền (Kompetenz), được thiết lập và đóng khung bằng luật pháp. Cơ quan nhà nước có nghĩa vụ tuân thủ các quy phạm pháp luật. Nhà nước pháp quyền đòi hỏi trước tiên sự phục tùng pháp luật bởi chính quyền: Chính quyền phải tuân thủ các quy định vốn tạo nên nền tảng, khuôn khổ và phạm vi hoạt động của chính quyền đó, sự tuân thủ này phải được đảm bảo bởi sự tồn tại của một cơ chế kiểm soát tư pháp độc lập, tức là hoặc bởi các quan tòa bình thường (Justizstaat), hoặc bởi các tòa án đặc biệt (Sondergerichte). Nhưng lý thuyết này cũng đòi hỏi sự lệ thuộc của luật vào Hiến pháp. Nghị viện phải thực thi những quyền hạn của mình trong khuôn khổ đã được xác định bởi Hiến pháp, và hơn thế, sự can thiệp của một quan tòa, ở đây là một tòa hiến pháp là điều cần thiết để đảm bảo sự tôn trọng tính tối thượng của hiến pháp.
Lý thuyết của Hans Kelsen: Nhà nước pháp quyền và trật tự các quy phạm. Theo định nghĩa cổ xưa nhất thì Nhà nước pháp quyền là một hệ thống thể chế nơi quyền lực công phục tùng pháp luật. Vào đầu thế kỷ 20, nhà luật học người Áo Hans Kelsen đã định nghĩa lại khái niệm có nguồn gốc từ người Đức này (Rechtsstaat) như là một Nhà nước trong đó các quy phạm pháp luật được sắp xếp có trật tự sao cho quyền lực phải chịu sự giới hạn ». Trong mô hình này, mỗi quy phạm có được hiệu lực từ sự tuân thủ các quy phạm cao hơn. Sự tồn tại một trật tự có thứ bậc các quy phạm tạo nên một trong những đảm bảo quan trọng bậc nhất của Nhà nước pháp quyền. Trong khuôn mẫu đó, thẩm quyền của các cơ quan Nhà nước phải được xác định một cách rõ ràng và các quy phạm mà những cơ quan này tạo ra chỉ có hiệu lực với điều kiện tuân thủ toàn bộ các quy phạm có hiệu lực cao hơn. Cao nhất của hệ thống các quy phạm pháp luật là Hiến pháp.
Trong bài diễn văn của Lord Bingham of Cornhill vào ngày 16 tháng 11 năm 2006 nói về Sir David Williams Lecture ở Khoa Luật trường Đại học Cambridge, ông ta đã đưa ra tám yêu cầu về pháp quyền:
- Luật phải dễ được tiếp cận cũng như dễ hiểu đối với người dân, rõ ràng và có thể dự báo
- vấn đề quyền pháp lý và trách nhiệm pháp lý phải được giải quyết bằng luật và không được tùy tiện
- luật của các địa phương nên áp dụng đồng bộ
- luật phải bảo vệ những quyền căn bản của con người
- các phương tiện truyền thông phải được cung cấp để giải quyết với chi phí phải chăng và không bị trì hoãn quá đáng
- các bộ trưởng và công chức ở các cấp phải thực thi quyền lực của mình một cách hợp lý và trung thực, cho mục đích cụ thể được giao cho và không được vượt quá quyền hạn của mình.
- Thủ tục xét xử phải công bằng
- Nhà nước thực thi bổn phận của mình phải tuân thủ luật quốc tế.

## Đặc điểm

### Sự bình đẳng trước pháp luật
Chính Nhà nước cũng được xem như một pháp nhân: Các quyết định của chính quyền như vậy cũng phải tuân thủ nguyên tắc hợp pháp như bao chủ thế pháp lý khác. Nguyên tắc này cho phép đóng khung hoạt động của quyền lực công và đặt hoạt động đó vào khuôn khổ của nguyên tắc pháp chế, vốn trước tiên dựa trên các nguyên tắc hiến định. Trong khuôn khổ đó, các cưỡng chế hướng lên Nhà nước sẽ mạnh mẽ: Các quy định mà Nhà nước đưa ra và các quyết định mà Nhà nước ban hành phải tuân thủ toàn thể các quy phạm pháp luật cao hơn đang có hiệu lực (các luật, điều ước quốc tế và các nguyên tắc mang tính Hiến pháp), không được quyền hưởng bất kì ưu tiên về mặt tài phán. Các cá nhân cũng như pháp nhân của luật tư như thế là đối lập tranh cãi với các quyết định của cơ quan công quyền bằng các đối lập với các quy phạm mà cơ quan này ban hành. Trong khuôn mẫu này, vai trò của các cơ quan tài phán là vô cùng cần thiết và sự độc lập của tư pháp là bắt buộc.

### Sự độc lập của tư pháp
Để có được tầm ảnh hưởng trên thực tế, nguyên tắc của nhà nước pháp quyền được đảm bảo bởi sự hiện diện của các cơ quan tố tụng độc lập, có thẩm quyền tài phán đối với các tranh chấp giữa các chủ thể pháp lý khác nhau bằng cách áp dụng đồng thời nguyên tắc hợp pháp vốn có được từ sự tồn tại của một trật tự các quy phạm, và nguyên tắc bình đẳng vốn đối lập với sự xét xử phân biệt giữa các chủ thế pháp lý.
Một mô hình như thể dẫn tới sự hiện diện của sự phân chia quyền lực và một hệ thống tư pháp độc lập. Thực tế thì, tư pháp là một phần của Nhà nước, tuy nhiên nó độc lập với quyền lập pháp và tư pháp và được đảm bảo bằng tính công minh của tư pháp trong việc áp dụng cả quy phạm pháp luật.
Các cơ quan tư pháp phải đối chiếu các quy phạm khác nhau khi xét xử. 
Một hiệp ước trái với Hiến pháp có thể bị xem xét bởi cơ quan tư pháp và xem như không có hiệu lực, đó là một hình thức kiểm tra các công ước, tính hợp thức của các luật lệ và văn vản dưới luật được kiểm tra bởi một cơ chế bảo hiến phù hợp với mỗi quốc gia. Như vậy có thể nói Nhà nước pháp quyền đòi hỏi sự hiện diện của một cơ chế bảo hiến cũng như kiểm tra các điều ước..

## Nhà nước pháp quyền xã hội chủ nghĩa Việt Nam

### Khái niệm
Tại Điều 2 Hiến pháp 1992 (sửa đổi 2001) đã đưa ra khái niệm "Nhà nước pháp quyền xã hội chủ nghĩa". Tuy nhiên trên thực tế, không có sự giải thích rõ ràng về Nhà nước Pháp quyền Xã hội Chủ nghĩa bằng văn bản. Khái niệm này lần đầu tiên được nhắc đến do ông Đỗ Mười tại Hội nghị lần thứ II, Ban chấp hành Trung ương khóa VII, ngày 29-11-1991. Gần đây được bàn đến trong các cuộc họp cấp cao ở Việt Nam. Điển hình là trong bài diễn văn tại phiên khai mạc kỳ họp đầu tiên của QH khóa XII vào ngày 19/7/2007, ông Nông Đức Mạnh đã lần đầu tiên chính thức công bố nội dung của Học thuyết Nhà nước pháp quyền Xã hội chủ nghĩa. Theo quan điểm của GS.TS. Nguyễn Duy Quý, nhà nước pháp quyền không phải là một kiểu nhà nước (giống như kiểu nhà nước chiếm hữu nô lệ, kiểu nhà nước phong kiến, kiểu nhà nước tư bản chủ nghĩa hay kiểu nhà nước xã hội chủ nghĩa) mà là một phương thức tổ chức quyền lực nhà nước tiến bộ mà bất kì nhà nước nào, thể chế chính trị nào muốn đạt đến trình độ văn minh đều phải hướng tới.
Nội dung có thể được tóm lược:
- Quyền lực nhà nước là thống nhất, nhưng có sự phân công giữa các cơ quan nhà nước để thực hiện chức năng lập pháp, hành pháp và tư pháp.[cần dẫn nguồn]
- Nhà nước quản lý đất nước và xã hội theo pháp luật do Quốc hội ban hành, trong đó hiến pháp và luật pháp là kết quả của sự thể chế hóa đường lối, quan điểm, chủ trương và chính sách của Đảng.[cần dẫn nguồn]
- Thẩm quyền của Chính phủ được xác định trên cơ sở phân định những loại việc Chính phủ chủ động quyết định với những loại việc Ban Chấp hành Trung ương, Bộ Chính trị và Ban Bí thư trực tiếp quyết định hoặc cho ý kiến định hướng. Cũng tương tự như vậy, thẩm quyền của chính quyền địa phương được xác định trên cơ sở phân định những loại việc do hội đồng nhân dân và ủy ban nhân dân chủ động quyết định với những loại việc ban chấp hành và ban thường vụ đảng bộ quyết định hoặc cho ý kiến để hội đồng nhân dân và ủy ban nhân dân thực hiện.[cần dẫn nguồn]
- Hoạt động tư pháp, kể cả việc đào tạo, quản lý và sử dụng đội ngũ cán bộ tư pháp, do Đảng lãnh đạo thông qua vai trò của cấp ủy và ban cán sự đảng ở các cơ quan tư pháp căn cứ quy định của Đảng.[cần dẫn nguồn]